# 单桓
单桓，西域古国。国王治所为单桓城，离长安8870里。有27户，194人，其中士兵45人，在且弥与乌贪訾离之间。有辅国侯、将、左都尉、右都尉和译长各1人。东汉以后，成为车师的属地。

## 外部連結
[在维基数据编辑]
 《欽定古今圖書集成·方輿彙編·邊裔典·單桓部》，出自陈梦雷《古今圖書集成》